# Ruth Ford

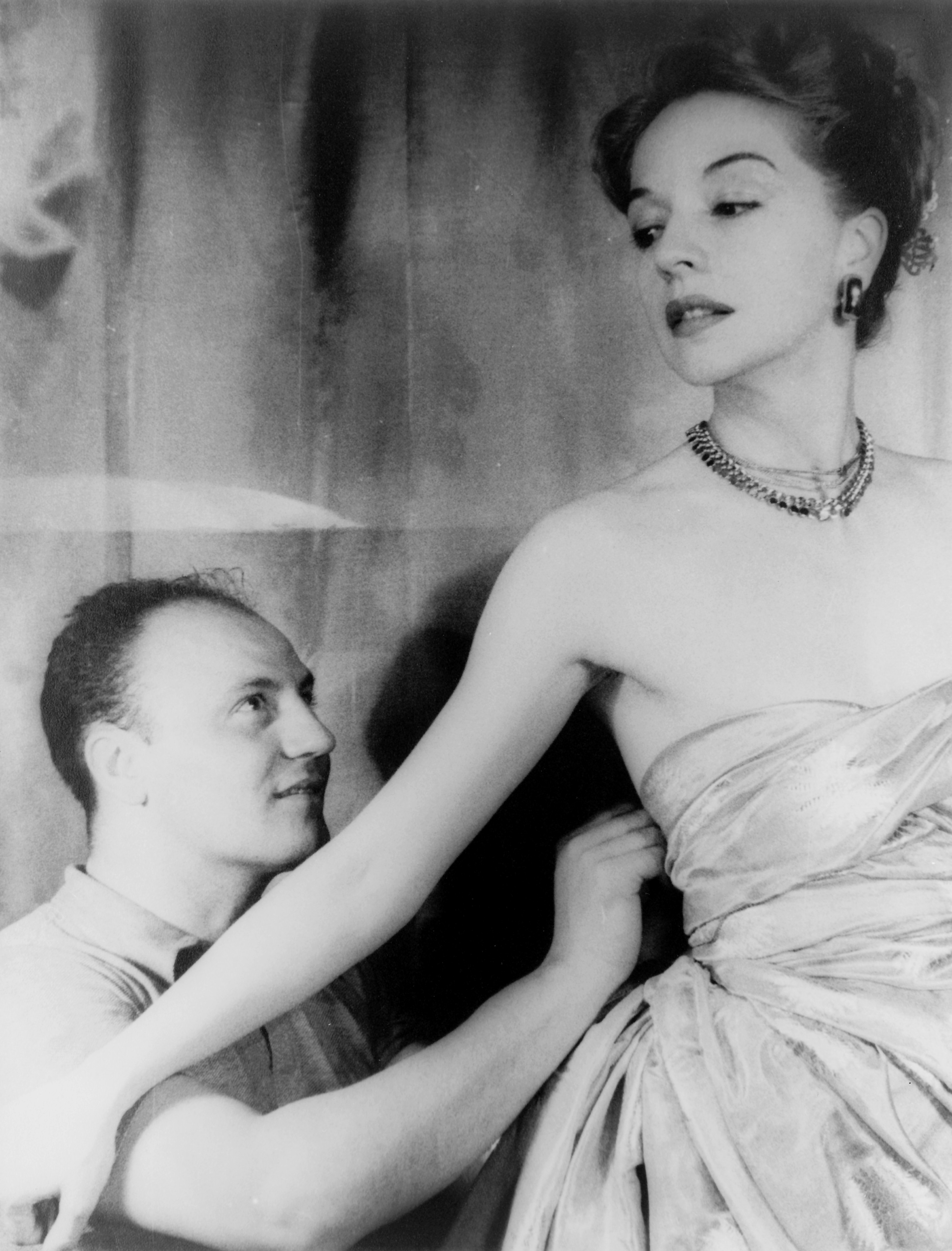
Ruth Ford mit dem Grand Couturier Pierre Balmain, Fotograf Carl van Vechten, 1947

Ruth Elizabeth Ford (* 7. Juli 1911 in Brookhaven, Mississippi; † 12. August 2009 in New York City, New York) war ein US-amerikanisches Mannequin und Schauspielerin.

## Leben
Ruth Ford studierte an der Universität von Mississippi, wo sie sich mit dem Schriftsteller und späteren Literatur-Nobelpreis-Träger William Faulkner anfreundete. Mitte der 30er Jahre zog sie nach New York, arbeitete als Mannequin für Harper’s Bazaar, Mademoiselle und Vogue, sowie als Schauspielerin, unter anderem in Orson Welles’ Mercury Theater. 1938 ging sie nach Hollywood und gab ihr Filmdebüt in Too Much Johnson. Drei Jahre später spielte sie ihre erste Hauptrolle in Secrets of the Lone Wolf. 1942 war sie neben Marlene Dietrich in Fräulein Mama zu sehen. 
1940 heiratete Ruth Ford den Schauspieler Peter van Eyck. Sie wirkte hauptsächlich in B-Filmen und trat nach der Geburt im Jahr 1941 der gemeinsamen Tochter Shelly in Fernsehproduktionen sowie am Theater auf und arbeitete als Mannequin in der Haute Couture in Paris. Faulkner schrieb für sie in seinem einzigen, 1959 am Broadway uraufgeführten Bühnenstück Requiem for a Nun die Rolle der Temple Drake. Sie spielte in mehr als einem Dutzend Broadway-Produktionen, unter anderem 1962 in der Uraufführung von Tennessee Williams’ The Milk Train Doesn’t Stop Here Anymore. 1985 stand sie im Film Der nackte Wahnsinn das letzte Mal vor der Kamera.
In zweiter Ehe war sie von 1952 bis zu dessen Tod im Jahr 1965 mit Zachary Scott verheiratet. Tochter Shelly wurde von Scott adoptiert. 
In ihrem Apartment im New Yorker Dakota-Building führte sie ab den sechziger Jahren einen berühmten Literarischen Salon. Zu den regelmäßigen Gästen gehörten Persönlichkeiten wie William Faulkner, Tennessee Williams, Edward Albee, Truman Capote, Stephen Sondheim und Leonard Bernstein. Diesen Salon führte sie bis zu ihrem Lebensende in 2009.
Der amerikanische Dichter, Künstler und Filmemacher Charles Henri Ford, der als der „prominenteste Surrealist Amerikas“ bezeichnet wurde, war ihr Bruder.

## Filmografie (Auswahl)
- 1938: Too Much Johnson
- 1941: Secrets of the Lone Wolf
- 1942: Abenteuer in Panama (Across the Pacific)
- 1942: Fräulein Mama (The Lady Is Willing)
- 1942: Ich will mein Leben leben (In This Our Life)
- 1942: Lady Gangster
- 1943: Der Pilot und die Prinzessin (Princess O’Rourke)
- 1943: In die japanische Sonne (Air Force)
- 1943: Truck Busters
- 1944: Schlüssel zum Himmelreich (The Keys of the Kingdom)
- 1944: Wilson
- 1946: Weißer Oleander (Dragonwyck)
- 1971: 7254
- 1972: Spiel dein Spiel (Play It as It Lays)
- 1982: Das Geheimnis der Amaryllis (The Eyes of the Amaryllis)
- 1985: Der nackte Wahnsinn (Too Scared to Scream)